# قلعه بلوچی
قلعه بلوچی مربوط به پیش از اسلام است و در شهرستان تایباد، بخش باخرز، روستای تنگل مزار واقع شده و این اثر در تاریخ ۲۲ مرداد ۱۳۸۴ با شمارهٔ ثبت ۱۳۱۴۷ به‌عنوان یکی از آثار ملی ایران به ثبت رسیده‌است.